# Tiptur
Tiptūr är en ort i Indien.   Den ligger i distriktet Tumkur och delstaten Karnataka, i den södra delen av landet, 1 700 km söder om huvudstaden New Delhi. Tiptūr ligger 862 meter över havet och antalet invånare är 60 957.
Terrängen runt Tiptūr är platt. Runt Tiptūr är det tätbefolkat, med 308 invånare per kvadratkilometer. Det finns inga andra samhällen i närheten. Trakten runt Tiptūr består till största delen av jordbruksmark.